# Política de Mongolia
La política de Mongolia se desarrolla en el marco de un sistema parlamentario con una democracia representativa multipartidista. Aunque algunas fuentes han descrito erróneamente a Mongolia como un sistema semipresidencial, su Constitución de 1992 la define claramente como una república parlamentaria.
El gobierno está encabezado por el primer ministro, quien es nombrado por y responde ante el Gran Jural del Estado (Parlamento). El poder ejecutivo es ejercido por el primer ministro y el Gabinete. El presidente actúa como jefe de Estado con autoridad limitada, principalmente en las áreas de política exterior y seguridad nacional, además de ser el Comandante en Jefe de las Fuerzas Armadas. El presidente también tiene poder de veto sobre las leyes aprobadas por el Parlamento, aunque este puede ser anulado por una mayoría de dos tercios en el Parlamento.
El poder legislativo reside en el Gran Jural del Estado, un parlamento unicameral. El poder judicial es independiente del ejecutivo y del legislativo, según lo garantiza la Constitución.
Mongolia celebró sus primeras elecciones democráticas en 1990, tras una pacífica revolución de 1990. De 1921 a 1990, Mongolia fue un estado comunista de partido único bajo el Partido Revolucionario del Pueblo Mongol. Históricamente, la política mongola ha sido influenciada por sus dos grandes vecinos, Rusia y China.

## Período socialista y gobierno de partido único
Poco después de la Revolución de Mongolia Exterior de 1921, Mongolia adoptó una constitución socialista de partido único inspirada en la Unión Soviética; solo el partido comunista, el Partido Revolucionario del Pueblo Mongol (PRPM), estaba oficialmente permitido. La política mongola era estrechamente supervisada y dirigida por el Kremlin. Cualquier oposición política fue brutalmente reprimida y los funcionarios gubernamentales que se oponían a la influencia soviética fueron asesinados, ejecutados o enviados a campos de trabajo. Durante el régimen comunista, se llevaron a cabo la colectivización de ganado, la introducción de la agricultura moderna, una limitada industrialización y la urbanización sin oposición popular perceptible.

## Movimiento democrático
La perestroika en la Unión Soviética y los movimientos democráticos en Europa del Este tuvieron un impacto profundo en la política mongola. La mañana del 10 de diciembre de 1989, se llevó a cabo la primera manifestación prodemocrática pública frente al Centro Cultural de la Juventud en Ulán Bator. Allí, Tsakhiagiin Elbegdorj anunció el establecimiento de la Unión Democrática de Mongolia.
Durante los meses siguientes, los activistas, liderados por 13 líderes, continuaron organizando manifestaciones, mítines, protestas y huelgas de hambre, así como huelgas de maestros y trabajadores. Los activistas contaron con un creciente apoyo de los mongoles, tanto en la capital como en el campo. Los esfuerzos de los sindicatos en todo el país por la democracia tuvieron un impacto significativo en el éxito del movimiento. Tras manifestaciones de decenas de miles de personas en un clima gélido en la capital y en los centros provinciales, el Politburó del Partido Revolucionario del Pueblo Mongol cedió a la presión y entró en negociaciones con los líderes del movimiento democrático. Jambyn Batmönkh, presidente del Politburó, decidió disolver el Politburó y renunciar el 9 de marzo de 1990, allanando el camino para las primeras elecciones multipartidistas en Mongolia. Como resultado, Mongolia se convirtió en el primer país de Asia en transitar exitosamente hacia la democracia desde un régimen comunista.

## Sistema multipartidista
Como resultado del movimiento democrático que llevó a la Revolución democrática de Mongolia de 1990, la constitución fue enmendada, eliminando la referencia al papel del Partido del Pueblo de Mongolia (PRPM) como la fuerza política líder del país, legalizando los partidos de oposición y creando un cuerpo legislativo permanente y la oficina del presidente en mayo de 1990.
Las primeras elecciones multipartidistas de Mongolia para el Gran Jural del Pueblo (Cámara Alta del Parlamento) se celebraron el 29 de julio de 1990. El PRPM ganó el 85% de los escaños. El Gran Jural del Pueblo comenzó el 3 de septiembre y eligió un presidente (PRPM), un vicepresidente (Partido Socialdemócrata, PSD), un primer ministro (PRPM) y 50 miembros para el Baga Jural (Cámara Baja del Parlamento). El vicepresidente también fue el presidente del Baga Jural. En noviembre de 1991, el Gran Jural del Pueblo comenzó a discutir una nueva constitución y la adoptó el 13 de enero de 1992. La Constitución entró en vigor el 12 de febrero de 1992. Además de establecer a Mongolia como una república soberana e independiente y garantizar una serie de derechos y libertades, la nueva constitución reestructuró la rama legislativa del gobierno, creando un legislativo unicameral, el Gran Jural del Estado, con 76 miembros.
La constitución de 1992 estableció que el presidente sería elegido directamente por voto popular en lugar de por el legislativo como antes. En junio de 1993, el titular Punsalmaagiin Ochirbat ganó la primera elección presidencial directa, postulándose como candidato de la oposición democrática.

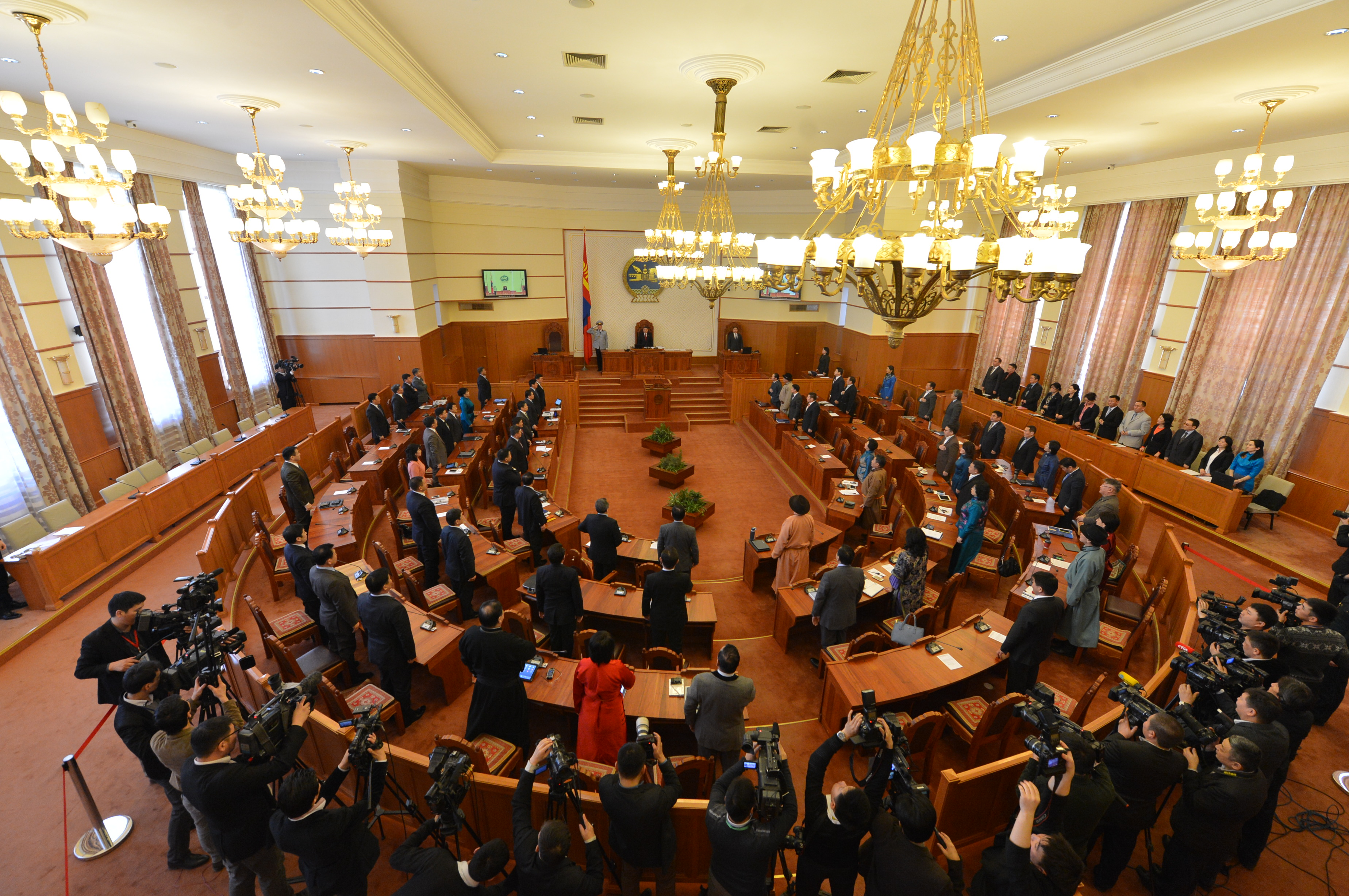
El Parlamento de Mongolia en sesión.

Como el órgano legislativo supremo, el Gran Jural del Estado está facultado para promulgar y enmendar leyes, en relación con la política doméstica y exterior, ratificar acuerdos internacionales y declarar un estado de emergencia según la constitución. El Gran Jural del Estado se reúne semestralmente. La elección parlamentaria tiene lugar cada cuatro años, pero el sistema electoral ha variado en cada elección. El sistema electoral actual se basa en pluralidad en grande con 29 distritos electorales. El Presidente del Gran Jural del Estado es elegido por los miembros del parlamento, y un vicepresidente es nombrado por cada partido político o coalición con al menos 10 escaños en el parlamento.

## Desarrollos políticos
Hasta junio de 1996, el partido predominante en Mongolia fue el Partido Revolucionario del Pueblo Mongol. El presidente del país fue Punsalmaagiin Ochirbat (Partido Democrático) durante 1990-1997. Ochirbat fue miembro del PRPM hasta 1990, pero cambió su membresía al Partido Democrático tras la revolución democrática.
Tsakhiagiin Elbegdorj, como presidente del Partido Democrático, co-lideró la Coalición de la Unión Democrática a su primera victoria histórica en las elecciones parlamentarias de 1996, ganando 50 de los 76 escaños parlamentarios. La Coalición de la Unión Democrática del Partido Democrático y el Partido Socialdemócrata (presidente Tsakhiagiin Elbegdorj) estuvo en el poder entre 1996 y 2000. Mendsaikhany Enkhsaikhan, gerente de la campaña de la Coalición de la Unión Democrática, trabajó como primer ministro del 7 de julio de 1996 al 23 de abril de 1998. En 1998, se eliminó una cláusula de la constitución que prohibía a los miembros del parlamento asumir responsabilidades en el gabinete. Así, el 23 de abril de 1998, el parlamento eligió (61 a 6) a Elbegdorj, presidente de la Coalición de la Unión Democrática y del Grupo Mayoritario en el parlamento, como primer ministro. Debido a la demanda de la oposición PRPM, Elbegdorj perdió un voto de confianza en el Parlamento y fue reemplazado por Janlavyn Narantsatsralt (Partido Democrático) el 9 de diciembre de 1998. Janlavyn Narantsatsralt trabajó como primer ministro durante ocho meses hasta su renuncia en julio de 1999. Rinchinnyamyn Amarjargal se convirtió en el nuevo presidente del Partido Democrático y sirvió como primer ministro del 30 de julio de 1999 al 26 de julio de 2000.
En 1997, Natsagiin Bagabandi (PRPM) fue elegido presidente del país en las Elecciones presidenciales de Mongolia de 1997. Fue reelegido como presidente en las Elecciones presidenciales de Mongolia de 2001 y sirvió hasta 2005.
Como resultado de las elecciones parlamentarias de 2000, el PRPM volvió al poder en el parlamento y el gobierno, así como en la presidencia.
El voto en las elecciones parlamentarias de 2004 se dividió equitativamente entre las dos fuerzas políticas principales, la Coalición Democrática-Madre Patria del Partido Democrático y el Partido Madre Patria y el PRPM. Esto requirió el establecimiento del primer gobierno de coalición en Mongolia entre la coalición democrática y el PRPM. El 20 de agosto de 2004, Elbegdorj se convirtió en primer ministro de Mongolia por segunda vez, liderando un gobierno de gran coalición.
En las Elecciones presidenciales de Mongolia de 2005, Nambaryn Enkhbayar (PRPM) fue elegido presidente del país.
El PRPM ganó la mayoría (46 de 76 escaños) en las elecciones parlamentarias de 2008. El Partido Democrático ganó 27 escaños, con los tres escaños restantes para partidos menores y un independiente. El PRPM formó un gobierno de coalición con el Partido Democrático, aunque tenía suficientes escaños para formar un gobierno solo en el parlamento.
El 24 de mayo de 2009, en las Elecciones presidenciales de Mongolia de 2009, el candidato del Partido Democrático, Tsakhiagiin Elbegdorj, logró una victoria sobre el presidente titular Nambaryn Enkhbayar. Tsakhiagiin Elbegdorj asumió el cargo y se convirtió en presidente del país el 18 de junio de 2009. Elbegdorj es el primer presidente de Mongolia que nunca fue miembro del antiguo Partido Revolucionario del Pueblo Mongol y el primero en obtener una educación occidental.
En 2010, el antiguo partido comunista Partido Revolucionario del Pueblo Mongol volvió a su nombre original, Partido Popular de Mongolia. Tras su derrota en las elecciones presidenciales de 2009, Nambaryn Enkhbayar estableció un nuevo partido político y lo nombró Partido Revolucionario del Pueblo Mongol después de recibir el antiguo nombre del Partido Popular de Mongolia de la Corte Suprema de Mongolia en 2010. Enkhbayar se convirtió en el presidente del nuevo partido.
En junio de 2012, el Partido Democrático ganó las elecciones parlamentarias de 2012 y se convirtió en la mayoría en el parlamento. El Partido Democrático estableció un gobierno de coalición con el Partido Voluntad Civil-Verde, y la Coalición Justicia del nuevo PRPM y el Partido Nacional Demócrata Mongol, debido a que el Partido Democrático no tenía suficientes escaños en el parlamento para establecer un gobierno por su cuenta según la ley. Los miembros del parlamento fueron, 35 del Partido Democrático, 26 del Partido Popular de Mongolia, 11 de la Coalición Justicia, 2 del Partido Voluntad Civil-Verde y 3 independientes.
El presidente titular Tsakhiagiin Elbegdorj, candidato del Partido Democrático, ganó las Elecciones presidenciales de Mongolia de 2013 el 26 de junio de 2013 y asumió el cargo para su segundo mandato como Presidente de Mongolia el 10 de julio de 2013. Así, desde 2012, el Partido Democrático ha estado en el poder, manteniendo tanto la presidencia como el gobierno.
Posteriormente, en 2016, el partido sufrió una derrota abrumadora en las elecciones parlamentarias de ese año, quedando reducido a solo 9 escaños, aunque retuvo por poco la presidencia en las elecciones presidenciales celebradas en 2017, en las que Khaltmaagiin Battulga fue elegido para suceder a Elbegdorj, el presidente saliente. Por lo tanto, Mongolia tuvo entonces un gobierno dividido, con el Partido Popular de Mongolia teniendo una mayoría abrumadora en el Jural, mientras que el Partido Democrático mantenía la presidencia.
El 24 de junio de 2020, el Partido Popular de Mongolia fue reelegido para el parlamento con una victoria abrumadora. El primer ministro Ukhnaagiin Khurelsukh continuó liderando el gabinete, proporcionando estabilidad gubernamental y certeza política.
Tras la renuncia del primer ministro Ukhnaagiin Khürelsükh después de protestas por el tratamiento de un paciente con coronavirus, Luvsannamsrai Oyun-Erdene del PPM se convirtió en el nuevo primer ministro el 27 de enero de 2021. Representó a una generación más joven de líderes que habían estudiado en el extranjero.
En junio de 2021, el ex primer ministro Ukhnaa Khurelsukh, candidato del gobernante Partido Popular de Mongolia (PPM), se convirtió en el sexto presidente democráticamente elegido del país tras ganar las elecciones presidenciales.
En agosto de 2022, el primer ministro Oyun-Erdene realizó una reestructuración del gabinete para obtener apoyo legislativo en la promoción de su agenda de liberalización y privatización.

## Rama ejecutiva
| Oficina         | Nombre                     | Partido                     | Desde               |
| --------------- | -------------------------- | --------------------------- | ------------------- |
| Presidente      | Ukhnaagiin Khürelsükh      | Partido Popular de Mongolia | 25 de junio de 2021 |
| Primer Ministro | Luvsannamsrain Oyun-Erdene | Partido Popular de Mongolia | 27 de enero de 2021 |

## Presidente

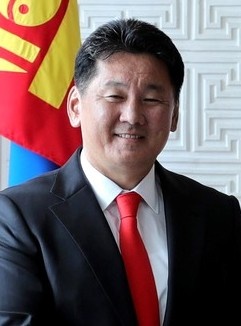
Presidente Ukhnaagiin Khurelsukh.

Los candidatos presidenciales suelen ser nominados por partidos con escaños en el Gran Jural del Estado. El presidente es elegido por voto popular para un mandato no renovable de seis años. El presidente es el jefe de Estado, comandante en jefe de las Fuerzas Armadas y jefe del Consejo de Seguridad Nacional. La constitución otorga al presidente la facultad de proponer un primer ministro (bajo la recomendación del partido político dominante), convocar la destitución del gobierno (se necesita una mayoría de dos tercios en el Gran Jural del Estado), iniciar legislación, vetar total o parcialmente una legislación (el Gran Jural del Estado puede anular el veto con una mayoría de dos tercios), y emitir decretos (efectivos con la contrafirma del primer ministro). En ausencia, incapacidad o renuncia del presidente, el presidente del Gran Jural del Estado ejerce el poder presidencial hasta la toma de posesión de un presidente recién elegido. Aunque el presidente tiene poderes ejecutivos limitados, «ellos» representan a la nación internacionalmente, firman tratados y convenciones internacionales y asesoran al gabinete en temas socioeconómicos importantes. Tras ser elegido, el presidente electo debe renunciar a sus afiliaciones partidistas para actuar como el "símbolo de unidad".
En junio de 2021, el ex primer ministro Ukhnaagiin Khurelsukh ganó las elecciones presidenciales. Fue investido el 25 de junio de 2021.

## Gabinete
El Gabinete, encabezado por el primer ministro, tiene un mandato de cuatro años. El presidente nombra al primer ministro después de cada elección parlamentaria y nombra a los miembros del Gobierno por recomendación del primer ministro. Si el presidente no logra llegar a un consenso con el primer ministro sobre el nombramiento del Gabinete dentro de una semana, el asunto se presenta al Gran Jural del Estado. La destitución del gobierno ocurre tras la renuncia del primer ministro, la renuncia simultánea de la mitad del gabinete, o después de que el Gran Jural del Estado vote por una moción de censura.
El primer ministro ostenta la mayoría de los poderes ejecutivos en la política mongola. A diferencia del presidente, el primer ministro es elegido por el partido (o coalición) con la mayoría de los escaños en el Gran Jural del Estado. Típicamente, el primer ministro lidera un partido político importante y generalmente comanda la mayoría en el Gran Jural del Estado.

## Ministros del Gobierno de Mongolia (2025-2029)
| Imagen | Nombre                    | Cargo                                                                                  | Partido Político            |
| ------ | ------------------------- | -------------------------------------------------------------------------------------- | --------------------------- |
|        | Gantumur Luvsannyam       | Primer Viceprimer Ministro de Mongolia y Ministro de Economía y Desarrollo             | Partido Popular de Mongolia |
|        | Dorjkhand Togmid          | Viceprimer Ministro de Mongolia                                                        | Partido Popular de Mongolia |
|        | Amarsaikhan Sainbuyan     | Viceprimer Ministro de Mongolia                                                        | Partido Popular de Mongolia |
|        | Uchral Nyam-Osor          | Ministro de Mongolia, Jefe del Secretariado del Gabinete                               | Partido Popular de Mongolia |
|        | Odbayar Erdenebileg       | Ministro de Mongolia, Presidente del Comité Nacional para Monitoreo y Evaluación       | Partido Popular de Mongolia |
|        | Tulga Buya                | Ministro de Mongolia, Presidente del Comité Nacional para la Revitalización de Puertos | Partido Popular de Mongolia |
|        | Erdeneburen Ravjikh       | Ministro de Mongolia, Presidente del Comité Nacional para el Estándar de la Ciudad     | Partido Popular de Mongolia |
|        | Battsetseg Batmunkh       | Ministro de Asuntos Exteriores                                                         | Partido Popular de Mongolia |
|        | Javhlan Bold              | Ministro de Finanzas                                                                   | Partido Popular de Mongolia |
|        | Altangerel Oyunsaikhan    | Ministro de Justicia y Asuntos Internos                                                | Partido Popular de Mongolia |
|        | Tuvaan Tsevegdorj         | Ministro de Industria y Recursos Minerales                                             | Partido Popular de Mongolia |
|        | Byambatsogt Sandag        | Ministro de Defensa                                                                    | Partido Popular de Mongolia |
|        | Odontuya Saldan           | Ministro de Medio Ambiente y Cambio Climático                                          | Partido Popular de Mongolia |
|        | Naranbayar Purevsuren     | Ministro de Educación                                                                  | Partido Popular de Mongolia |
|        | Enkh-Amgalan Luvsantseren | Ministro de Familia, Trabajo y Seguridad Social                                        | Partido Popular de Mongolia |
|        | Delgersaikhan Borkhuu     | Ministro de Carreteras y Transporte                                                    | Partido Popular de Mongolia |
|        | Nomin Chinbat             | Ministro de Cultura, Deportes, Turismo y Juventud                                      | Partido Popular de Mongolia |
|        | Batsuuri Jamba            | Ministro de Construcción, Desarrollo Urbano y Vivienda                                 | Partido Popular de Mongolia |
|        | Enkhbayar Jadamba         | Ministro de Alimentación, Agricultura e Industria Ligera                               | Partido Popular de Mongolia |
|        | Baatarkhuu Tsend          | Ministro de Desarrollo Digital, Innovación y Comunicaciones                            | Partido Popular de Mongolia |
|        | Choijilsuren Battogtokh   | Ministro de Energía                                                                    | Partido Popular de Mongolia |
|        | Munkhsaikhan Togtmol      | Ministro de Salud                                                                      | Partido Popular de Mongolia |

## Parlamento
El Gran Jural del Estado (Ulsyn Ikh Khural en mongol, que significa Gran Asamblea del Estado) es un cuerpo legislativo unicameral con 76 escaños. El Gran Jural del Estado ejerce algunos de los poderes más importantes en la política mongola. Las elecciones parlamentarias se celebran cada cuatro años y se eligen 76 representantes. El sistema electoral actual se basa en la pluralidad en grande con 29 distritos electorales en todo el país. Según la Constitución, todo ciudadano mongol mayor de 18 años puede participar en las elecciones o postularse para cargos gubernamentales, incluido el Gran Jural del Estado. Aunque hay varias controversias (como el derecho al voto de los prisioneros y los nacionales mongoles en el extranjero), la agencia financiada por el gobierno de EE. UU., Freedom House, considera a Mongolia una democracia representativa libre.
El Gran Jural del Estado está encargado de aprobar legislación, aprobar tratados, confirmar a los ministros del Gobierno y realizar audiencias de varios funcionarios gubernamentales. Los miembros del Gran Jural del Estado tienen inmunidad contra juicios judiciales y el derecho a inspeccionar documentos gubernamentales como una responsabilidad sobre las actividades del Gobierno.
| Imagen | Nombre                            | Cargo                                                                                | Partido Político            |
| ------ | --------------------------------- | ------------------------------------------------------------------------------------ | --------------------------- |
|        | Sr. Gombojaviin Zandanshatar      | Presidente del Gran Jural del Estado                                                 | Partido Popular de Mongolia |
|        | Sr. Tumurbaatariin Ayursaikhan    | Vicepresidente del Gran Jural del Estado                                             | Partido Popular de Mongolia |
|        | Sra. Saldangiin Odontuya          | Vicepresidenta del Gran Jural del Estado                                             | Partido Democrático         |
|        | Sr. Dulamdorjiin Togtokhsuren     | Líder del Caucus del Partido Popular de Mongolia en el Parlamento                    | Partido Popular de Mongolia |
|        | Sr. Dashdondogiin Ganbat          | Líder del Caucus del Partido Democrático en el Parlamento                            | Partido Democrático         |
|        | Sr. Baagaagiin Battumur           | Presidente del Comité Parlamentario sobre Seguridad Nacional y Asuntos Exteriores    | Partido Popular de Mongolia |
|        | Sr. Badmaanyambuugiin Bat-Erdene  | Presidente del Comité Parlamentario sobre Ética, Disciplina y Responsabilidad        | Partido Popular de Mongolia |
|        | Sr. Khyangaagiin Bolorchuluun     | Presidente del Comité Parlamentario sobre Medio Ambiente, Alimentación y Agricultura | Partido Popular de Mongolia |
|        | Sr. Sandangiin Byambatsogt        | Presidente del Comité Parlamentario sobre Justicia                                   | Partido Popular de Mongolia |
|        | Sr. Jambaliin Ganbaatar           | Presidente del Comité Parlamentario sobre Economía                                   | Partido Popular de Mongolia |
|        | Sr. Boldiin Javkhlan              | Presidente del Comité Parlamentario sobre el Presupuesto del Gobierno                | Partido Popular de Mongolia |
|        | Sr. Jamiyangiin Munkhbat          | Presidente del Comité Parlamentario sobre Educación, Cultura y Deportes              | Partido Popular de Mongolia |
|        | Sra. Munkhuugiin Oyunchimeg       | Presidenta del Comité Parlamentario sobre las Solicitudes Públicas                   | Partido Popular de Mongolia |
|        | Sr. Nyam-Osoriin Uchral           | Presidente del Comité Parlamentario sobre Innovación y Estrategia Digital            | Partido Popular de Mongolia |
|        | Sr. Battogtokhiin Choijilsuren    | Presidente del Comité Parlamentario sobre la Estrategia de Industrialización         | Partido Popular de Mongolia |
|        | Sr. Luvsantserengiin Enkh-Amgalan | Presidente del Comité Parlamentario sobre la Organización Gubernamental              | Partido Popular de Mongolia |

## Partidos políticos y elecciones

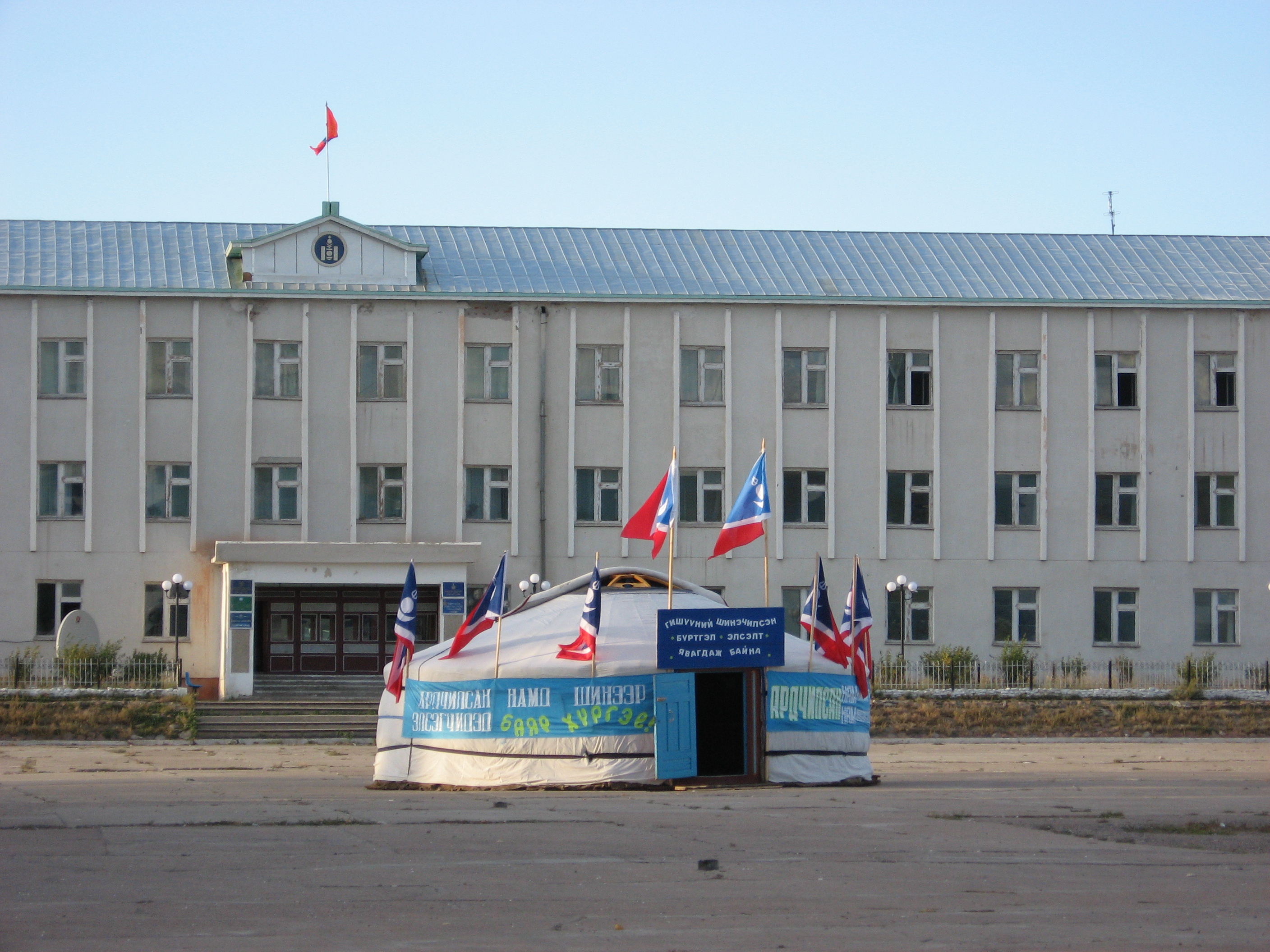
Ger instalado por el Partido Democrático para una campaña electoral en Khövsgöl, 2006.

La política mongola está actualmente dominada por dos partidos políticos principales, el Partido Popular de Mongolia (160,000 miembros) y el Partido Democrático (150,000 miembros). Tras la Revolución Democrática de 1990, el entonces Partido Revolucionario del Pueblo Mongol se transformó en un partido socialdemócrata de centro-izquierda. En 2010, el Partido Revolucionario del Pueblo Mongol cambió su nombre al original, Partido Popular de Mongolia, junto con modificaciones en el manifiesto y liderazgo del partido; sin embargo, la facción del expresidente Nambaryn Enkhbayar y otros miembros conservadores abandonaron el partido y crearon uno nuevo tomando el nombre original, Partido Revolucionario del Pueblo Mongol. Desde la caída del régimen soviético, el Partido Popular de Mongolia ha mantenido un alto nivel de apoyo. Por otra parte, en el año 2000 se creó el Partido Democrático, integrando partidos políticos menores establecidos por los líderes de la Revolución Democrática. El Partido Democrático es un partido político de centro-derecha. En 2011, se estableció el Partido Nacional del Trabajo, un partido de centro-izquierda, como alternativa al Partido Popular de Mongolia y al Partido Democrático y logró un apoyo notable de la población. En las elecciones de 2020, pudo obtener varios escaños tanto en el Gran Jural del Estado como en los consejos municipales, con esperanzas de aumentar su poder político en las próximas elecciones.
Hay 36 partidos políticos reconocidos por la Corte Suprema. Sin embargo, los críticos dicen que no hay diferencias ideológicas importantes entre los partidos políticos en temas como las políticas económicas y la gobernanza.

### Elecciones presidenciales de 2017
|                                   | Candidato                         | Partido                                    | Segunda ronda | Segunda ronda | Primera ronda | Primera ronda |
| Votos                             | Candidato                         | Partido                                    | %             | Votos         | %             |               |
|                                   | Sainkhüügiin Ganbaatar            | Partido Revolucionario Popular de Mongolia | 409,899       | 30.61         |               |               |
|                                   | Miyeegombyn Enkhbold              | Partido del Pueblo de Mongolia             | 411,748       | 30.75         | 497,067       | 44.85         |
|                                   | Khaltmaagiin Battulga             | Partido Democrático                        | 517,478       | 38.64         | 611,226       | 55.15         |
| Total                             | Total                             | Total                                      | 1,339,125     | 100.00        | 1,108,293     | 100.00        |
| Votos válidos                     | Votos válidos                     | Votos válidos                              | 1,339,125     | 98.63         | 1,108,293     | 91.76         |
| Votos no válidos/en blanco        | Votos no válidos/en blanco        | Votos no válidos/en blanco                 | 18,663        | 1.37          | 99,494        | 8.24          |
| Total de votos                    | Total de votos                    | Total de votos                             | 1,357,788     | 100.00        | 1,207,787     | 100.00        |
| Electores inscritos/participación | Electores inscritos/participación | Electores inscritos/participación          | 1,978,298     | 68.63         | 1,990,787     | 60.67         |
| Fuente: GEC, GEC                  |                                   |                                            |               |               |               |               |

### Elecciones legislativas de 2020
En las elecciones legislativas de 2020, el Partido Popular de Mongolia mantuvo su mayoría en el parlamento.
| Partido                                            | Partido                                     | Votos     | %      | Escaños | +/−   |
| -------------------------------------------------- | ------------------------------------------- | --------- | ------ | ------- | ----- |
|                                                    | Partido Popular de Mongolia                 | 1,795,793 | 44.93  | 62      | –3    |
|                                                    | Partido Demócrata                           | 978,890   | 24.49  | 11      | +2    |
|                                                    | Nuestra coalición                           | 323,675   | 8.10   | 1       | 0     |
|                                                    | Coalición Unida de Ciudadanos Justos        | 213,812   | 5.35   | 0       | Nuevo |
|                                                    | Coalición Electorado Persona Correcta       | 209,104   | 5.23   | 1       | Nuevo |
|                                                    | Mantener el orden Coalición Constitución 19 | 41,417    | 1.04   | 0       | Nuevo |
|                                                    | Partido Verde de Mongolia                   | 23,473    | 0.59   | 0       | 0     |
|                                                    | Fiesta del amor al pueblo                   | 18,542    | 0.46   | 0       | 0     |
|                                                    | Partido de la Mayoría Popular               | 13,720    | 0.34   | 0       | Nuevo |
|                                                    | Zon Olny Nam                                | 8,710     | 0.22   | 0       | –     |
|                                                    | Partido de la Libertad                      | 5,142     | 0.13   | 0       | 0     |
|                                                    | Partido para el Desarrollo de la Zona Ger   | 4,176     | 0.10   | 0       | Nuevo |
|                                                    | Ikh Ev Nam                                  | 4,118     | 0.10   | 0       | Nuevo |
|                                                    | Partido del Programa de Desarrollo          | 3,521     | 0.09   | 0       | Nuevo |
|                                                    | Partido Popular                             | 3,333     | 0.08   | 0       | Nuevo |
|                                                    | Fiesta Mundial de los Mongoles              | 591       | 0.01   | 0       | Nuevo |
|                                                    | Partido de los Patriotas Unidos             | 448       | 0.01   | 0       | 0     |
|                                                    | Independientes                              | 348,078   | 8.71   | 1       | 0     |
| Total                                              | Total                                       | 3,996,543 | 100.00 | 76      | 0     |
| Total votes                                        | Total votes                                 | 1,475,895 | –      |         |       |
| Electores inscritos/participación                  | Electores inscritos/participación           | 2,003,969 | 73.65  |         |       |
| Fuente: Comité Electoral General de Mongolia, Ikon |                                             |           |        |         |       |

## Sistema legal
La nueva constitución otorgó al Consejo General Judicial (CGJ) la facultad de seleccionar a todos los jueces y proteger sus derechos. La Corte Suprema es el cuerpo judicial más alto. Los jueces son nominados por el CGJ, confirmados por el Gran Jural del Estado y nombrados por el presidente. La Corte Suprema está constitucionalmente facultada para examinar todas las decisiones de los tribunales inferiores (excluyendo las decisiones de tribunales especializado) en apelación y proporcionar interpretaciones oficiales de todas las leyes, excepto de la constitución.
Los tribunales especializados civiles, penales y administrativos existen en todos los niveles y no están sujetos a la supervisión de la Corte Suprema. Las autoridades locales como gobernadores de distritos y ciudades, aseguran que estos tribunales cumplan con los decretos presidenciales y las decisiones del Gran Jural del Estado. En la cúspide del sistema judicial está la Corte Constitucional de Mongolia, que consta de nueve miembros, incluido un presidente, nombrados por un mandato de seis años, cuya jurisdicción se extiende únicamente a la interpretación de la constitución.
La constitución establece que la rama judicial del gobierno debe ser independiente de cualquier influencia externa y de los funcionarios gubernamentales. Sin embargo, en 2019, el Gran Jural del Estado aprobó una ley que permite al Consejo de Seguridad Nacional (compuesto por el presidente del parlamento, el presidente y el primer ministro) destituir a los jueces que sean "deshonestos", eliminando efectivamente su inmunidad destinada a prevenir intervenciones externas en las decisiones judiciales. Varios movimientos civiles, organizaciones internacionales y personas destacadas, incluido el expresidente Tsakhiagiin Elbegdorj, han denunciado la decisión, pero hasta ahora no se ha tomado ninguna acción.

## Divisiones administrativas
Mongolia está dividida en 21 Aimags (provincias) y un municipio/ciudad (khot): Arjangai, Bayan-Ölgii, Bayanhongor, Bulgan, Darjan-Uul, Dornod, Dornogovi, Dundgovi, Govi-Altai, Govisümber, Hentiy, Hovd, Hövsgöl, Ömnögovi, Orhon, Övörhangay, Selenge, Sühbaatar, Töv, Uvs, Zavkhan y la ciudad de Ulán Bator.
Las elecciones locales se celebran cada cuatro años en las 21 provincias y la capital, eligiendo representantes para los consejos municipales. Después de cada elección, los consejos municipales recién elegidos recomiendan un gobernador y "su" oficina y se reúnen semestralmente para discutir temas en su provincia, recomendar y supervisar al gobierno local. Sin embargo, el primer ministro tiene el poder de elegir a los gobernadores provinciales. A diferencia de las repúblicas federales como Alemania y los Estados Unidos, los gobiernos locales en Mongolia tienen una autoridad limitada y generalmente se encargan de implementar las políticas del gobierno central.
En el siguiente nivel administrativo inferior, se eligen representantes en las subdivisiones provinciales y los subdistritos urbanos en Ulán Bator.
Las últimas elecciones municipales tuvieron lugar el 15 de octubre de 2020. Un total de 17149 candidatos compitieron por 8167 escaños en los consejos provinciales y de condado. El Partido Popular de Mongolia ganó la mayoría en 13 de los 21 consejos provinciales en Mongolia, mientras que el Partido Democrático tomó las ocho provincias restantes.
| Consejo     | Escaños disponibles | PPM | PD | National Labour Party | PRPM | Partido Verde Mongol | Coalición de Ciudadanos Justos | Independiente |
| ----------- | ------------------- | --- | -- | --------------------- | ---- | -------------------- | ------------------------------ | ------------- |
| Ulán Bator  | 45                  | 34  | 8  | 3                     |      |                      |                                |               |
| Hovd        | 41                  | 26  | 14 |                       | 1    |                      |                                |               |
| Orhon       | 35                  | 23  | 12 |                       |      |                      |                                |               |
| Hövsgöl     | 41                  | 18  | 22 |                       |      |                      |                                | 1             |
| Dornogovi   | 33                  | 28  | 4  |                       |      |                      |                                | 1             |
| Uvs         | 41                  | 17  | 19 |                       |      |                      |                                | 5             |
| Bayanhongr  | 41                  | 22  | 19 |                       |      |                      |                                |               |
| Arjangai    | 39                  | 19  | 20 |                       |      |                      |                                |               |
| Bulgan      | 33                  | 13  | 19 |                       |      |                      |                                | 1             |
| Övörhangay  | 41                  | 35  | 6  |                       |      |                      |                                |               |
| Ömnögovi    | 33                  | 13  | 20 |                       |      |                      |                                |               |
| Darhan-Uul  | 33                  | 32  |    |                       |      |                      | 1                              |               |
| Bayan-Ölgiy | 39                  | 23  | 15 |                       | 1    |                      |                                |               |
| Govisümber  | 17                  | 10  | 5  |                       |      |                      |                                | 2             |
| Töv         | 41                  | 26  | 13 |                       | 1    |                      |                                | 1             |
| Selenge     | 37                  | 23  | 14 |                       |      |                      |                                |               |
| Zavkhan     | 41                  | 21  | 18 |                       | 1    |                      |                                | 1             |
| Govi-Altay  | 41                  | 29  | 11 |                       |      |                      |                                | 1             |
| Dundgovi    | 35                  | 11  | 22 |                       |      |                      | 1                              | 1             |
| Hentiy      | 39                  | 32  | 7  |                       |      |                      |                                |               |
| Dornod      | 37                  | 26  | 8  |                       | 1    |                      |                                | 2             |
| Sühbaatar   | 33                  | 6   | 27 |                       |      |                      |                                |               |